# Campionati europei di sollevamento pesi 1947
I Campionati europei di sollevamento pesi 1947, 29ª edizione della manifestazione, si svolsero ad Helsinki dal 1° al 3 luglio.

## Formula
La formula prevedeva tre serie di sollevamenti:
- sollevamento a distensione a due mani;
- sollevamento a strappo a due mani;
- sollevamento a slancio a due mani.

## Titoli in palio
I titoli diventano sei: rientra la categoria dei pesi gallo, che aveva debuttato nell'edizione del 1924.
| Categoria            | Eventi            | Atleti |
| -------------------- | ----------------- | ------ |
| Pesi gallo           | Fino a 56 kg      | 6      |
| Pesi piuma           | Fino a 60 kg      | 7      |
| Pesi leggeri         | Fino a 67,5 kg    | 6      |
| Pesi medi            | Fino a 75 kg      | 6      |
| Pesi massimi leggeri | Fino a 82,5 kg    | 7      |
| Pesi massimi         | Oltre gli 82,5 kg | 8      |

## Nazioni partecipanti
Le nazioni che hanno partecipato ai campionati furono 7 per un totale di 40 atleti partecipanti. Tra parentesi i partecipanti per nazione.
- Cecoslovacchia  (4)
- Danimarca  (5)
- Finlandia  (5)
- Francia  (4)
- Paesi Bassi  (3)
- Svezia  (7)
- Unione Sovietica  (12)

## Risultati
| Evento         | Oro              | Oro   | Argento           | Argento | Bronzo           | Bronzo |
| -------------- | ---------------- | ----- | ----------------- | ------- | ---------------- | ------ |
| 56 kg.         | Ivan Azdarov     | 292,5 | Aleksandr Donskoj | 282,5   | Henri Moulins    | 272,5  |
| 60 kg.         | Arvid Andersson  | 320,0 | Evgenij Lopatin   | 312,5   | Moisej Kas'janik | 310,0  |
| 67,5 kg.       | Izrail' Mechanik | 330,0 | Georgij Popov     | 330,0   | Sigvard Kinnunen | 315,0  |
| 75 kg.         | Nikolaj Šatov    | 367,5 | Aleksandr Božko   | 355,0   | Georges Firmin   | 340,0  |
| 82,5 kg.       | Grigorij Novak   | 407,5 | Juhani Vellamo    | 365,0   | Laftulla Kašaev  | 360,0  |
| Oltre 82,5 kg. | Jakov Kucenko    | 432,5 | Niels Petersen    | 377,5   | Nikolaj Laputin  | 377,5  |

## Medagliere
| Posiz. | Nazione          | Oro | Argento | Bronzo | Totale |
| ------ | ---------------- | --- | ------- | ------ | ------ |
| 1      | Unione Sovietica | 5   | 4       | 3      | 12     |
| 2      | Svezia           | 1   | 0       | 1      | 2      |
| 3      | Danimarca        | 0   | 1       | 0      | 1      |
| 3      | Finlandia        | 0   | 1       | 0      | 1      |
| 5      | Francia          | 0   | 0       | 2      | 2      |
| Totale | Totale           | 6   | 6       | 6      | 18     |

## Classifica a squadre
Il sistema di punteggio è basato sui punti distribuiti per l'esercizio totale in base allo schema adottato nel 1946:
| Pos. | Squadra          | Punti |
| ---- | ---------------- | ----- |
| 1    | Unione Sovietica | 26    |
| 2    | Svezia           | 4     |
| 3    | Finlandia        | 2     |
| 4    | Danimarca        | 2     |
| 5    | Francia          | 2     |